# Tuulikki Pietilä
Ida Helmi Tuulikki Pietilä (Seattle, 18 februari 1917 – Helsinki, 23 februari 2009) was een Fins grafisch ontwerper, kunstenares, auteur en professor. Pietilä gaf les aan de Academie voor Schone Kunsten van Helsinki en schreef meerdere boeken over grafische kunst.

## Biografie
Tuulikki Pietilä was het eerste kind van Ida Lehtinen en Frans Pietilä, twee Finnen die elkaar ontmoetten  in de Verenigde Staten. Toen Pietilä drie jaar oud was, verhuisde het gezin naar Tampere. Twee jaar later vertrok het gezin naar Turku, waar haar jongere broer, de architect Reima Pietilä, werd geboren.
In 1933 begon zij haar studies aan de tekenschool van Turku en deze zette zij van 1936 tot 1940 voort aan de Academie voor Schone Kunsten Helsinki . Na de Tweede Wereldoorlog vertrok Pietilä in 1945 naar Stockholm om te studeren aan de Konstfack, een kunstacademie. Vier jaar later liet Pietilä Zweden achter zich om aan de academie van Fernand Léger in Parijs te studeren. Daar maakte Pietilä voor het eerst kennis met Tove Jansson, de auteur van de Moemins, die later haar levenspartner zou worden.
In 1953 keerde Pietilä terug naar Finland en was haar eerste solotentoonstelling te zien in Turku. Twee jaar daarna kruiste Tove Jansson opnieuw haar pad en bloeide er een liefdesrelatie tussen hen op.  Pietilä was de inspiratiebron voor het nieuwe personage Too-ticki, dat zijn debuut maakte in het Moeminboek Moems Toverwinter uit 1957. Met Jansson runde Pietilä ook jarenlang een kunstgalerij in Helsinki, de stad waar zij in aparte studio's in hetzelfde appartementsgebouw woonden tijdens de winters. Vanaf 1965 bracht het koppel de zomers door op het officieel onbewoonde eiland Klovharu, waar Jansson een huisje mocht bouwen. Hun relatie was destijds en lange tijd later geheim, omdat Finland pas in 1971 een einde maakte aan het verbod op homoseksualiteit. Ook werd het verbod op de "promotie van homoseksualiteit" pas in 1999 opgeheven. Daarom zijn Pietilä en Jansson pas later erkend als het eerste paar van gelijk geslacht dat op 6 december in 1992 werd uitgenodigd voor de jaarlijkse presidentiële receptie van de Finse Onafhankelijkheidsdag.
Pietilä staat bekend als een veelzijdige kunstenares. Zij maakte prentkunst in constructivistische, informele en kubistische stijlen. Hiervoor maakte ze gebruik van zowel houtsnede, lithografie als zeefdruk. Pietilä werkte ook mee aan meerdere van Janssons Moeminboeken en zij maakte diorama's, replica's en beeldjes die op de Moemins gebaseerd zijn. Enkele van deze werken zijn te bezichtigen in het Moeminmuseum van Tampere.
Piëtella overleed op 92-jarige leeftijd. Een gedenkplek voor haar bevindt zich op de begraafplaats in Turku.